# Aérodrome de Stapleford
L'aérodrome de Stapleford (code OACI : EGSG) est un aérodrome dans le district d'Epping Forest, Essex, en Angleterre. L'aérodrome est juste à l'intérieur de la M25, près de la jonction avec la M11.

## Situation

### Carte des aéroports du Très Grand Londres
| Heathrow Gatwick Stansted Luton City Southend Blackbushe Denham Elstree Fairoaks Farnborough Lydd North Weald Redhill Rochester Stapleford White Waltham Wycombe RAF Northolt Damyns Hall Biggin Hill Oxford Héliport |

### Carte des aéroports commerciaux d'Angleterre
| Birmingham Bournemouth Bristol Doncaster · Sheffield Durham · Tees Valley East Midlands Exeter Humberside Land's · End Leeds-Bradford Liverpool L.-City L.-Gatwick L.-Heathrow L.-Luton L.-Southend L.-Stansted Lydd Manchester Newcastle · Upon Tyne Newquay · Cornouailles Norwich Southampton St Mary des Sorlingues Carlisle Lake |

## Infrastructures
Cet aérodrome est doté d'une licence qui permet des vols pour le transport public de passagers ou de vol d'instruction tel qu'autorisé par le titulaire de la licence (Herts & Essex Aéro-Club Limited).